# チュオンミー県
チュオンミー県（チュオンミーけん、ベトナム語：Huyện Chương Mỹ / 縣彰美）は、ベトナム社会主義共和国の首都ハノイ市に存在する行政区。

## 行政
チュオンミー県は以下の行政単位に区分される。
- チュクソン市鎮（Chúc Sơn / 祝山）
- スアンマイ市鎮（Xuân Mai / 春梅）
- ダイイエン社（Đại Yên / 大安）
- ドンラック社（Đồng Lạc / 同樂）
- ドンフー社（Đồng Phú / 同富）
- ドンフオンイエン社（Đông Phương Yên / 東方安）
- ドンソン社（Đông Sơn / 東山）
- ホアチン社（Hòa Chính / 和政）
- ホアンジエウ社（Hoàng Diệu / 黃耀）
- ホアンヴァントゥー社（Hoàng Văn Thụ / 黄文樹）
- ホンフォン社（Hồng Phong / 鴻豊）
- ホプドン社（Hợp Đồng/ 合同）
- フーヴァン社（Hữu Văn / 有文）
- ラムディエン社（Lam Điền / 藍田）
- ミールオン社（Mỹ Lương / 美良）
- ナムフオンティエン社（Nam Phương Tiến / 南方進）
- ゴクホア社（Ngọc Hòa / 玉和）
- フーナムアン社（Phú Nam An / 富南安）
- フーギア社（Phú Nghĩa / 富義）
- フンチャウ社（Phụng Châu / 鳳洲）
- クアンビー社（Quảng Bị / 広被）
- タンティエン社（Tân Tiến / 新進）
- タインビン社（Thanh Bình / 清平）
- トゥオンヴック社（Thượng Vực / 上域）
- トゥイフオン社（Thụy Hương / 瑞香）
- トゥイスアンティエン社（Thủy Xuân Tiên / 水春仙）
- ティエンフオン社（Tiên Phương / 仙方）
- トットドン社（Tốt Động / 崒洞）
- チャンフー社（Trần Phú / 陳富）
- チュンホア社（Trung Hòa / 中和）
- チュオンイエン社（Trường Yên / 長安）
- ヴァンボー社（Văn Võ / 文武）